# Lichtenvoorde
Lichtenvoorde je mesto na vzhodu Nizozemske, v občini Oost Gelre.
Lichtenvoorde vsako leto septembra na začetku svojega letnega festivala prireja cvetlično parado (bloemencorso). Na paradi so vozovi, prekriti s cvetjem (običajno dalijami) v domiselnih vzorcih, ki prikazujejo različne teme.
Lichtenvoorde ima dirkališče za motokros, na katerem potekajo tekme mednarodne velike nagrade.

## Zgodovina
V začetku 14. stoletja je Gijsbert IV. Bronkhorstski dal zgraditi grad Lichtenvoorde v bližini broda v južnem delu gospostva Borculo. Prvič se omenja leta 1312 pod imenom 'Lichtenuorde'.  Leta 1496 je Friderik Bronkhorstski v bližini gradu dal postaviti kapelo, iz katere je kasneje nastala samostojna župnija. Prej je Lichtenvoorde skupaj z okoliškimi vasmi Vragender , Lievelde in Zieuwent cerkveno pripadal župniji Groenlo. V bližini gradu in kapele je nastala tudi vas, današnji Lichtenvoorde.
Leta 1616 se je takratno odvetništvo nad Lichtenvoorde ločilo od gospostva Borculo in Lichtenvoorde je postal samostojno gospostvo. Znotraj tega gospostva sta ležali dve graščini, Tongerlo in Harreveld. Gospostvo je 27. decembra 1776 kupil Štatholder Viljem V.. Do Batavske revolucije leta 1795 je gospostvo ostalo osebna last rodbine Oranskih. Po tem je ostal le naziv "gospod Lichtenvoorde". Posledično eden od nazivov kralja Viljema-Aleksandra ostaja "gospod Lichtenvoorde" (glej Nazivi nizozemske kraljeve družine). Čeprav se Lichtenvoorde v starih dokumentih omenja kot mesto , ni znano, kdaj je dobil mestne pravice. Vendar je bil Lichtenvoorde obdan z jarkom in ga je bilo mogoče braniti. Jarek in vrata so preprečevali vstop neželenim ljudem.
Ker je Lichtenvoorde dolgo pripadal škofiji Münster in je bila tam učinkovito izvedena protireformacija – kljub kalvinističnemu vplivu nizozemske vlade – je za Lichtenvoorde in njegovo neposredno okolico še vedno značilna  rimskokatoliška večina. Najstarejša cerkev v Lichtenvoordeju,  cerkev sv. Janeza (Johanneskerk) iz leta 1648, je bila zgrajena kot protestantska cerkev na mestu prejšnje kapele. Rimskokatoliška skupnost izpoveduje svojo vero v cerkvi sv. Bonifacija , ki je bila zgrajena v letih 1912–1913.
5. septembra 1735 je Lichtenvoorde med sejmom postal žrtev mestnega požara, v katerem je mestece popolnoma pogorelo. Zgorel je tudi Lichtenvoordejski arhiv. 18. septembra 1868 je bilo v velikem požaru uničeno župnišče in šest sosednjih hiš. 

Lichtenvoorde je bilo ime občine, ki je vključevala mesto in vasi Lievelde, Zieuwent, Vragender in Harreveld do 1. januarja 2005, ko so se vse združile v občino Oost Gelre.
Njegovi prebivalci so pogovorno znani kot keienslöpperji (vlačilci balvanskih skal) zaradi zgodovinskega dogodka. 15. marca 1874, ko je 99 mestnih čevljarjev odvleklo 20-tonsko balvalno skalo približno štiri kilometre daleč do tržnice, da bi služil kot osrednji okras v spomin na srebrni jubilej kralja Viljema III. po 25 letih na prestolu. Balvanska skala je tam še danes, na vrhu pa je kamniti lev, ki drži mestni grb.

## Galerija
- Balvan na tržnici
- Katoliška cerkev v Lichtenvoordeju
- Kmetija v muzeju na prostem Erve Kots v Lieveldeju
- Katoliška cerkev v Zieuwentu
- Vas Vragender
- Mlin na veter Hermien v Harreveldu